# Cestrum confertifolium
Cestrum confertifolium är en potatisväxtart som beskrevs av Francey. Cestrum confertifolium ingår i släktet Cestrum och familjen potatisväxter. Utöver nominatformen finns också underarten C. c. longipedicellatum.